# Paraphisis noonadanae
Paraphisis noonadanae är en insektsart som beskrevs av Kevan, D.K.M. 1992. Paraphisis noonadanae ingår i släktet Paraphisis och familjen vårtbitare. Inga underarter finns listade i Catalogue of Life.